# Barbara Bel Geddes
Barbara Bel Geddes (n. 31 octombrie 1922, New York City – d. 8 august 2005, Northeast Harbor, Maine) a fost o actriță americană nominalizată pentru premiul Oscar, cel mai bine cunoscută din serialul de televiziune al companiei CBS Dallas, ca doamna Eleanor "Miss Ellie" Ewing.

## Carieră

### Actriță pe Broadway
- 1973 – Finishing Touches
- 1967 – Everything in the Garden
- 1964 – Luv
- 1961 – Mary, Mary
- 1959 – Silent Night, Lonely Night
- 1956 – The Sleeping Prince
- 1956 – Cat on a Hot Tin Roof
- 1954 – The Living Room
- 1953 – The Moon Is Blue
- 1950 – Burning Bright
- 1946 – Deep Are the Roots
- 1944 – Mrs. January and Mr. X
- 1943 – Nine Girls
- 1942 – Little Darling
- 1941 – Out of the Frying Pan

### Filmografie
- 1947 – The Long Night
- 1948 – I Remember Mama
- 1948 – Blood on the Moon
- 1949 – Caught
- 1959 – Panic in the Streets
- 1951 – Fourteen Hours
- 1958 – Vertigo
- 1959 – The Five Pennies
- 1960 – Five Branded Women
- 1961 – By Love Possessed
- 1971 – Summertree
- 1971 – The Todd Killings